# Bandera de Sant Martí de Centelles
La bandera oficial de Sant Martí de Centelles (Osona) té la següent descripció:
Bandera apaïsada, de proporcions dos d'alt per tres de llarg, faixada blava, blanca, groga i blava, les faixes superior i inferior doble amples que les dues centrals, amb un losange d'altura de 4/6 parts de la del drap, quarterada en sautor, groc i vermell.
Va ser aprovada el 18 de juliol de 1991 i publicada en el DOGC el 2 d'agost del mateix any amb el número 1475.

## Simbolisme
El color blau és pel camper de l'escut; el groc, per les muntanyes que envolten el poble; el blanc, pel castell dels Centelles i l'ermita de Sant Martí; i la losange representa les armes de la família Centelles.
Està relacionada amb les banderes de Centelles, Balenyà i Sant Quirze Safaja.